# Olga (Florida)
Olga es un lugar designado por el censo ubicado en el condado de Lee en el estado estadounidense de Florida. En el Censo de 2010 tenía una población de 1.952 habitantes y una densidad poblacional de 170,82 personas por km².

## Geografía
Olga se encuentra ubicado en las coordenadas 26°42′37″N 81°41′33″O / 26.71028, -81.69250. Según la Oficina del Censo de los Estados Unidos, Olga tiene una superficie total de 11.43 km², de la cual 10.91 km² corresponden a tierra firme y (4.49%) 0.51 km² es agua.

## Demografía
Según el censo de 2010, había 1.952 personas residiendo en Olga. La densidad de población era de 170,82 hab./km². De los 1.952 habitantes, Olga estaba compuesto por el 86.27% blancos, el 4.97% eran afroamericanos, el 0.77% eran amerindios, el 2.77% eran asiáticos, el 0% eran isleños del Pacífico, el 2.87% eran de otras razas y el 2.36% pertenecían a dos o más razas. Del total de la población el 12.6% eran hispanos o latinos de cualquier raza.